# Берлінгтон (Ньюфаундленд і Лабрадор)
Берлінгтон (англ. Burlington) — містечко в Канаді, у провінції Ньюфаундленд і Лабрадор.

## Населення
За даними перепису 2016 року, містечко нараховувало 314 осіб, показавши скорочення на 10,0%, порівняно з 2011-м роком. Середня густина населення становила 76,7 осіб/км².
З офіційних мов обидвома одночасно володіли 5 жителів, тільки англійською — 310.
Працездатне населення становило 60% усього населення, рівень безробіття — 30,3% (30% серед чоловіків та 28,6% серед жінок). 84,8% осіб були найманими працівниками, а 15,2% — самозайнятими.
Середній дохід на особу становив $28 286 (медіана $19 989), при цьому для чоловіків — $33 406, а для жінок $21 585 (медіани — $33 408 та $13 600 відповідно).
16,7% мешканців мали закінчену шкільну освіту, не мали закінченої шкільної освіти — 35,2%, 48,1% мали післяшкільну освіту, з яких 15,4% мали диплом бакалавра, або вищий.
| Статево-вікова структура населення | Статево-вікова структура населення | Статево-вікова структура населення | Статево-вікова структура населення | Статево-вікова структура населення |
| ---------------------------------- | ---------------------------------- | ---------------------------------- | ---------------------------------- | ---------------------------------- |
|                                    |                                    |                                    |                                    |                                    |
| Всього                             | Всього                             | 49,2%50,8%                         |                                    |                                    |
| 0 — 14 років                       | 0 — 14 років                       |                                    | 14,5%                              | 14,5%                              |
| 15 — 64 років                      | 15 — 64 років                      |                                    | 69,4%                              | 69,4%                              |
| 65 і більше                        | 65 і більше                        |                                    | 16,1%                              | 16,1%                              |
| 85 і більше                        | 85 і більше                        |                                    | 1,6%                               | 1,6%                               |
| Середній вік (років)               | Середній вік (років)               | 43,443,0                           | 43,2                               | 43,2                               |
| Медіана (років)                    | Медіана (років)                    | 48,046,2                           | 46,9                               | 46,9                               |
| — чоловіки — жінки                 |                                    |                                    |                                    |                                    |

| Походження мешканців:     | Походження мешканців:     | Походження мешканців: | Походження мешканців: | Походження мешканців: |
| ------------------------- | ------------------------- | --------------------- | --------------------- | --------------------- |
| Походження                |                           |                       | осіб                  | %                     |
| Корінні американці        | Корінні американці        |                       | 45                    | 14.29%                |
| Інше північноамериканське | Інше північноамериканське |                       | 170                   | 53.97%                |
| Європейське               | Європейське               |                       | 175                   | 55.56%                |
| британське                | британське                |                       | 170                   | 53.97%                |
| французьке                | французьке                |                       | 10                    | 3.17%                 |

| Зайнятість населення за галузями (за класифікацією NOC): | Зайнятість населення за галузями (за класифікацією NOC): | Зайнятість населення за галузями (за класифікацією NOC): | Зайнятість населення за галузями (за класифікацією NOC): | Зайнятість населення за галузями (за класифікацією NOC): |
| -------------------------------------------------------- | -------------------------------------------------------- | -------------------------------------------------------- | -------------------------------------------------------- | -------------------------------------------------------- |
|                                                          |                                                          |                                                          |                                                          |                                                          |
| Управління                                               | Управління                                               |                                                          | 9,1%                                                     | 9,1%                                                     |
| Бізнес, фінанси та адміністрування                       | Бізнес, фінанси та адміністрування                       |                                                          | 6,1%                                                     | 6,1%                                                     |
| Освіта, правозахист, муніципальні та урядові служби      | Освіта, правозахист, муніципальні та урядові служби      |                                                          | 15,2%                                                    | 15,2%                                                    |
| Роздрібна торгівля та послуги                            | Роздрібна торгівля та послуги                            |                                                          | 15,2%                                                    | 15,2%                                                    |
| Гуртова торгівля, транспорт та обладнання                | Гуртова торгівля, транспорт та обладнання                |                                                          | 36,4%                                                    | 36,4%                                                    |
| Природні ресурси, сільське господарство                  | Природні ресурси, сільське господарство                  |                                                          | 12,1%                                                    | 12,1%                                                    |

## Клімат
Середня річна температура становить 3,4°C, середня максимальна – 19,1°C, а середня мінімальна – -14,4°C. Середня річна кількість опадів – 1 136 мм.
| Клімат поселення                              | Клімат поселення | Клімат поселення | Клімат поселення | Клімат поселення | Клімат поселення | Клімат поселення | Клімат поселення | Клімат поселення | Клімат поселення | Клімат поселення | Клімат поселення | Клімат поселення | Клімат поселення |
| Показник                                      | Січ.             | Лют.             | Бер.             | Квіт.            | Трав.            | Черв.            | Лип.             | Серп.            | Вер.             | Жовт.            | Лист.            | Груд.            |                  |
| Середній максимум, °C                         | −2,74            | −3,28            | 1,00             | 6,49             | 11,88            | 16,92            | 19,10            | 18,75            | 14,50            | 9,04             | 4,26             | −1,51            |                  |
| Середня температура, °C                       | −8,3             | −8,86            | −4,57            | 0,92             | 6,32             | 11,35            | 15,78            | 15,44            | 11,18            | 5,73             | 0,94             | −4,83            |                  |
| Середній мінімум, °C                          | −13,89           | −14,44           | −10,15           | −4,66            | 0,73             | 5,76             | 12,44            | 12,12            | 7,86             | 2,41             | −2,37            | −8,15            |                  |
| Норма опадів, мм                              | 88               | 86               | 72               | 77               | 94               | 95               | 92               | 108              | 106              | 115              | 107              | 96               |                  |
| Середньомісячна швидкість вітру, м/с          | 6.54             | 6.13             | 6.02             | 5.50             | 5.01             | 4.78             | 4.45             | 4.59             | 5.14             | 5.57             | 6.17             | 6.56             |                  |
| Середньомісячна сонячна радіація, кДж/м²·день | 3647             | 6542             | 10753            | 14253            | 17350            | 18900            | 18507            | 15532            | 11371            | 6704             | 3754             | 2720             |                  |
| --------------------------------------------- | ---------------- | ---------------- | ---------------- | ---------------- | ---------------- | ---------------- | ---------------- | ---------------- | ---------------- | ---------------- | ---------------- | ---------------- | ---------------- |
| Джерело:                                      |                  |                  |                  |                  |                  |                  |                  |                  |                  |                  |                  |                  |                  |